# Bermbom

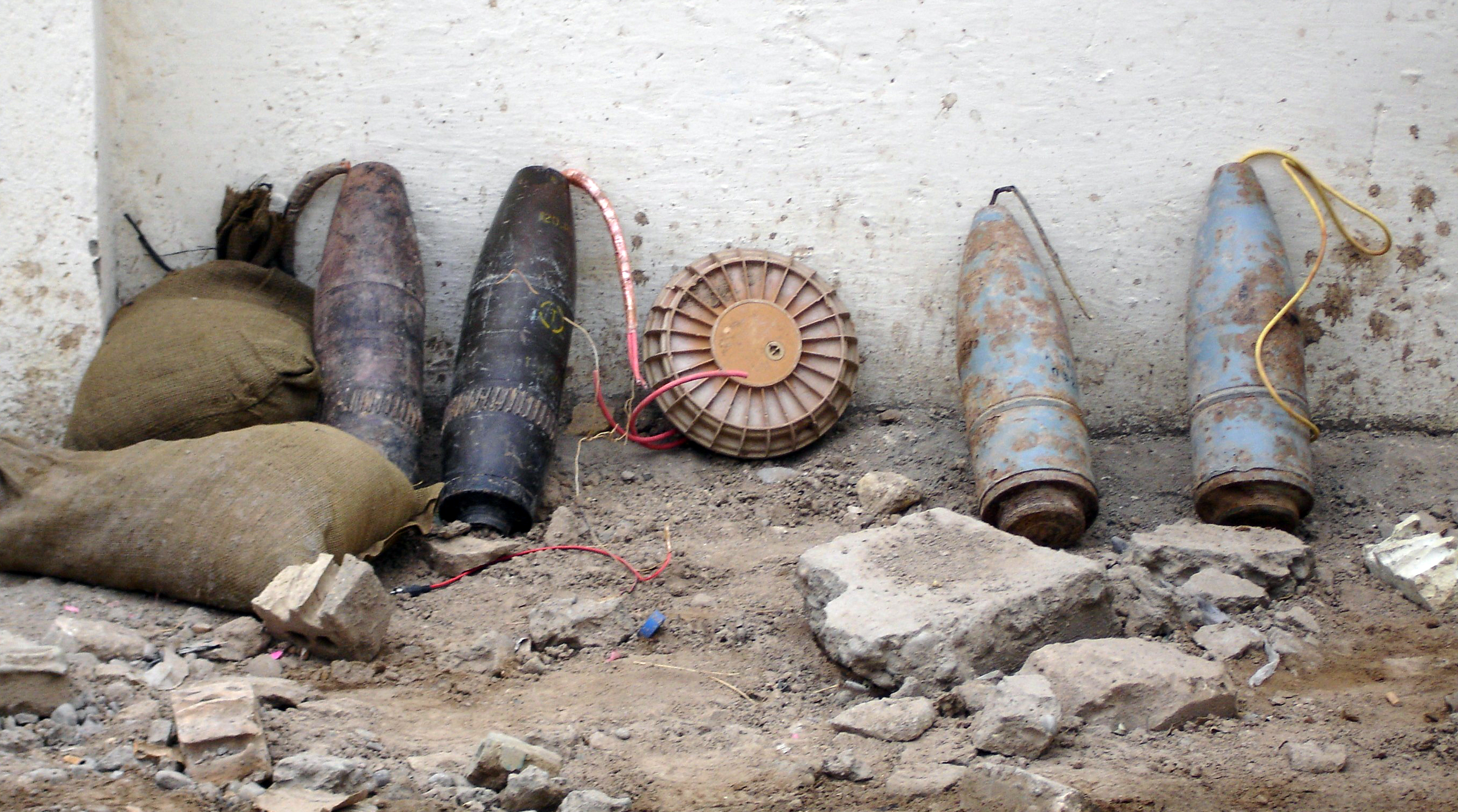
Bermbommen gebruikt in Bagdad

Een bermbom is een geïmproviseerde bom, die verscholen langs een weg wordt geplaatst met het doel schade aan passerende voertuigen en hun inzittenden toe te brengen. Vaak wordt een bermbom naast of in de weg begraven, maar hij kan ook verstopt worden in een langs de weg geplaatst voertuig. Een bermbom kan vanaf een veilige afstand tot ontploffing worden gebracht.
Militaire operaties in Irak en Afghanistan, waaronder de Task Force Uruzgan, hebben verschillende malen te maken gehad met bermbommen. Ook in andere oorlogssituaties, zoals in Libanon en Sri Lanka, is van bermbommen gebruikgemaakt. In eigen gelederen spreekt het leger overigens niet van bermbommen, maar van IED, wat staat voor 'improvised explosive device'.